# Tersana Sporting Club
El Tersana Sporting Club (en árabe: نادي الترسانة الرياضي‎) es un club de fútbol profesional egipcio de Giza. Tras el Zamalek SC es el segundo club más grande de la ciudad. El club milita actualmente en la Segunda División de Egipto, después de haber descendido de categoría desde la Primera División de Egipto en la temporada 2008/2009.
Los logros más importantes del Tersana SC incluyen el título de la Copa de Egipto un total de seis veces y un título en la Primera División de Egipto. Tersana participó además una vez en la Recopa Africana, en 1987 alcanzando los cuartos de final contra el Espérance Sportive de Tunis. La ida se jugó en el Cairo, finalizando el partido con un empate, mientras que la vuelta, jugada en Túnez, acabó con una derrota por 2-1.

## Palmarés
- Primera División de Egipto: 1

1962/1963
- Copa de Egipto: 6

1923, 1929, 1954, 1965, 1967, 1986
- Copa Sultan Hussein: 2

1928, 1930
- Liga de El Cairo: 1

1933

## Rendimiento en competiciones de la CAF
| Temporada | Torneo          | Ronda | Club                     | Casa | Visita | Global |
| --------- | --------------- | ----- | ------------------------ | ---- | ------ | ------ |
| 1987      | Recopa Africana | 1     | Mukura Victory Sports FC | 5-0  | 1-1    | 6-1    |
| 1987      | Recopa Africana | 2     | Espérance ST             | 0-0  | 0-2    | 0-2    |

## Jugadores notables
- Mohamed Aboutrika
- Hassan El-Shazly
- Moustafa Reyadh
- Mohamed Abdel Wahed